# Kosmos 104
Kosmos 104 (ros. Космос 104) – radziecki satelita rozpoznawczy; trzydziesty trzeci statek serii Zenit-2 (28. statek na orbicie) programu Zenit, którego konstrukcję oparto na załogowych kapsułach Wostok.
Misja statku była tylko częściowo udana, gdyż został wyniesiony na nieprawidłową orbitę w wyniku złej pracy II i III członu rakiety nośnej.